# Женщины ждут
«Женщины ждут» (швед. Kvinnors väntan) — чёрно-белая драма режиссёра Ингмара Бергмана по произведению Гуна Грута. Премьера фильма состоялась 3 ноября 1952 года.

## Сюжет
Ракель, Марта, Карин и Аннетт замужем за четырьмя братьями. Ожидая в загородном доме возвращения своих мужей, каждая рассказывает историю своего замужества. Ракел сетует на то, что муж не одобрял её собственное дело. Марте сначала не хотелось выходить замуж и рожать ребёнка. Карин поведала о своём приключении в лифте, когда они были там с мужем. Пока женщины сплетничают, Май, младшая сестра Марты, собирается сбежать со своим любовником.

## В ролях
- Анита Бьорк — Рахель
- Эва Дальбек — Карин
- Май-Бритт Нильссон — Марта
- Айно Таубе — Аннетт
- Гуннар Бьёрнстранд — Фредрик Лобелиус
- Биргер Мальмстен — Мартин Лобелиус
- Карл-Арне Хольмстен — Эуген Лобелиус
- Хокан Вестергрен — Пауль Лобелиус
- Ярл Кулле — Кай
- Герд Андерссон — Май
- Бьёрн Бьельфвенстам — Хенрик Лобелиус

### В титрах не указаны
- Виктор Андерссон — старьёвщик
- Марта Арбин — Рут, медсестра
- Инга Берггрен — танцовщица в клубе
- Ингмар Бергман — мужчина рядом с кабинетом гинеколога
- Лена Брогрен — госпожа Брогрен, медсестра
- Рольф Эриксон — музыкант в клубе
- Йенс Фишер — Йенс, сын Карин
- Петер Фишер — Петер, сын Карин
- Мона Гейер-Фалькнер — разносчица газет
- Дуглас Хоге — швейцар
- Стен Хедлюнд — прохожий у дома Марты
- Сайди Хультхольм
- Рут Карлссон — медсестра
- Карл-Густаф Круусэ — танцор в клубе
- Лейф-Оке Кусбом — Оке, сын Марты
- Торстен Лилльекруна — официант в клубе
- Стен Маттссон — юноша
- Кьелль Норденскьольд — Боб, американский лётчик
- Густав Рогер — мужчина около бистро в Париже
- Карл Стрём — анестезиолог
- Виктор Виолаччи — хозяин клуба
- Бенгт-Арне Валлин — музыкант в клубе
- Найма Вифстранд — госпожа Лобелиус
- Лиль Юнкерс — конферансье в клубе

## Съёмочная группа
- Режиссёр-постановщик: Ингмар Бергман
- Сценарист: Ингмар Бергман
- Оператор: Гуннар Фишер
- Продюсер: Алан Экелюнд
- Художник-постановщик: Нильс Свенваль
- Композитор: Эрик Нордгрен
- Звукорежиссёр: Свен Хансен
- Монтажёр: Оскар Розандер
- Художник по костюмам: Барбро Сёрман
- Гримёр: Карл Люндх

## Номинации
1953 - Венецианский кинофестиваль: номинация на «Золотого льва» - Ингмар Бергман